# Televisió Pública d'Armènia
La Televisió Pública d'Armènia (en armeni: Հայաստանի Հանրային Հեռուստաընկերություն; Hayastani Hanrayin Herrustaynkerut’yuny), també coneguda com a Primer Canal (Առաջին ալիք) o Armènia 1, és un canal de televisió pública d'Armènia. Va començar les seves emissions en 1956 i és membre actiu de la Unió Europea de Radiodifusió.

## Història
La televisió pública d'Armènia va començar a emetre el 29 de novembre de 1956 amb el suport del Consell de Ministres de la URSS, interessat a expandir aquest mitjà en totes les seves repúbliques. Després de mesos en proves, el 9 de febrer de 1957 va tenir lloc la inauguració oficial. Un any després es van engegar els serveis informatius.
La programació en color va començar l'1 de maig de 1973 amb la retransmissió de la desfilada del Primer de Maig des de la Plaça Lenin (actual Plaça de la República). La cobertura televisiva va arribar a tot el país en 1977 gràcies a una antena de 311 metres construïda a Erevan. Durant la dècada de 1980 aquest canal es va encarregar de cobrir esdeveniments històrics com l'última sessió del Soviet de la República Socialista Soviètica d'Armènia, l'esclat de la guerra de l'Alt Karabakh i el terratrèmol de Spitak al desembre de 1988. Dos anys després, el primer ministre armeni, Vazgen Manukyan, va designar per la direcció a un càrrec no vinculat als comunistes, la qual cosa dotava al mitjà d'una línia editorial més propera al nacionalisme armeni.
Armènia va declarar la independència de la Unió Soviètica el 21 de setembre de 1991, reconeguda al desembre del mateix any. El nou govern va decidir que els mitjans públics fossin gestionats per empreses estatals independents, fet que va donar origen a la Ràdio Pública d'Armènia i la Televisió Pública d'Armènia. A més de la competència privada, el canal va haver d'enfrontar la inestabilitat política del nou Estat, la crisi econòmica i una guerra amb l'Azerbaidjan que es va mantenir fins a 1994.
En 2001 el canal va passar a anomenar-se «Hayastan 1» (Armènia 1) i va adoptar una programació comercial. Al juliol de 2005 va ingressar en la Unió Europea de Radiodifusió, i des de 2016 emet en alta definició.